# Румский султанат
Румский султанат (в европейской историографии — Конийский (Иконийский) султанат, или Сельджукский Рум (перс. سلجوقیان روم‎ Saljūqiyān-i Rūm) — средневековое тюркско-мусульманское государство в Малой Азии, в котором сочетались элементы городской иранизированной культуры, скотоводческие и военные навыки простых кочевников-туркоманов, а также древние ремесла и культура покорённых местных народов (в основном греков, также армян и  грузин).
Возникнув в 1077 году на отторгнутых у Византийской империи землях, Румский султанат сыграл важную роль в истории региона, постепенно оттеснив и ассимилировав преобладавшее здесь до конца XI века христианское население. Первоначальным центром государства была Никея, с 1096 года столица была перенесена в город Конью (Иконий). Важную роль в становлении тюркской государственности на своих же землях сыграла сама византийская знать, использовавшая мигрировавших во всё больших количествах турок в гражданских войнах за константинопольский престол, а также в качестве наёмников для борьбы с западными странами, когда того требовала политическая ситуация. Наибольшего расцвета Конийский султанат достиг при султане Алаэддине Кейкубаде I (1219—1236). В результате внутренних распрей и вторжения монголов Конийский султанат к 1307 году распался на ряд бейликов, один из которых со временем превратился в Османскую империю.

## История

### Основание
Румский султанат сложился в результате завоеваний огузов-сельджуков в Малой Азии (у арабских и персидских авторов — Рум) в XI—XIII веках.
В 1070-х годах сельджукский военачальник Сулейман ибн Кутулмыш, двоюродный брат султана Мелик-шаха I, пришёл к власти в западной Анатолии. В 1075 году он покорил города Никея и Никомедия. Два года спустя он объявил себя султаном независимого государства сельджуков, сделав его центром Никею. К 1081 г. сельджуки завоевали все византийские города в Малой Азии (кроме Гераклии Понтийской) и вышли к проливам Босфор и Дарданеллы.
Хотя на территории султаната проживали также армяне, греки, сирийцы и иранские мусульмане, современники считали Рум «Турцией».

### Расширение
Сулейман был убит в битве близ Алеппо в 1086 году Тутушем I, правителем сельджукской Сирии, и его сын Кылыч-Арслан был брошен в тюрьму. После смерти Мелик-шаха (1092) Кылыч-Арслан был освобождён и немедленно утвердился во владениях своего отца. Он был в конечном счёте побеждён крестоносцами Первого Крестового похода и отступил на юг центральной Анатолии, где воссоздал своё государство со столицей в Конье. В 1107 году он овладел Мосулом, но умер в тот же самый год, борясь с сыном Малик-шаха Мухаммедом Тапаром. После взятия Никеи крестоносцами и византийцами в 1096 году столица была перенесена в город Конья (Иконий).
Тем временем другой румский правитель, Малик-шах, захватил Конью. В 1116 году сын Кылыч-Арслана — Месуд I — взял город с помощью Данишмендидов. Ко времени смерти Месуда в 1156 году султанат управлял почти всей центральной Анатолией. Сын Месуда, Кылыч-Арслан II, захватил остающиеся территории вокруг Сиваса и Малатьи у последнего из Данишмендидов (1174). В битве при Мириокефале в 1176 году Кылыч-Арслан II также победил византийскую армию во главе с Мануилом I Комнином, нанеся главный удар по византийской власти в регионе. Несмотря на временную оккупацию Коньи в 1190 году участниками Третьего Крестового похода, султанат быстро возвратил и консолидировал свою власть.
После смерти последнего султана Великой империи сельджуков Тугрула III в 1194 году румские султаны стали единственными правящими представителями династии. После падения Византии в 1204 году Кейхюсрев I захватил Конью у крестоносцев в 1205 году. При нём и двух его преемниках, Кейкавусе I и Кейкубаде I, власть сельджуков в Анатолии достигла своего апогея. Самым важным достижением Кейхюсрева был захват гавани Атталия на средиземноморском побережье в 1207 году. Его сын Кейкавус I захватил Синоп и на некоторое время (1214) сделал своим вассалом Трапезундскую империю, но в 1218 году был вынужден сдать город Алеппо, приобретённый от аль-Камила. Кейкубад I продолжал приобретать земли вдоль средиземноморского побережья с 1221 до 1225 годы. В 1220-х годах он послал экспедиционные войска через Чёрное море в Крым. На востоке он победил Менгджукидов и начал оказывать давление на Артукидов.

### Монгольское владычество

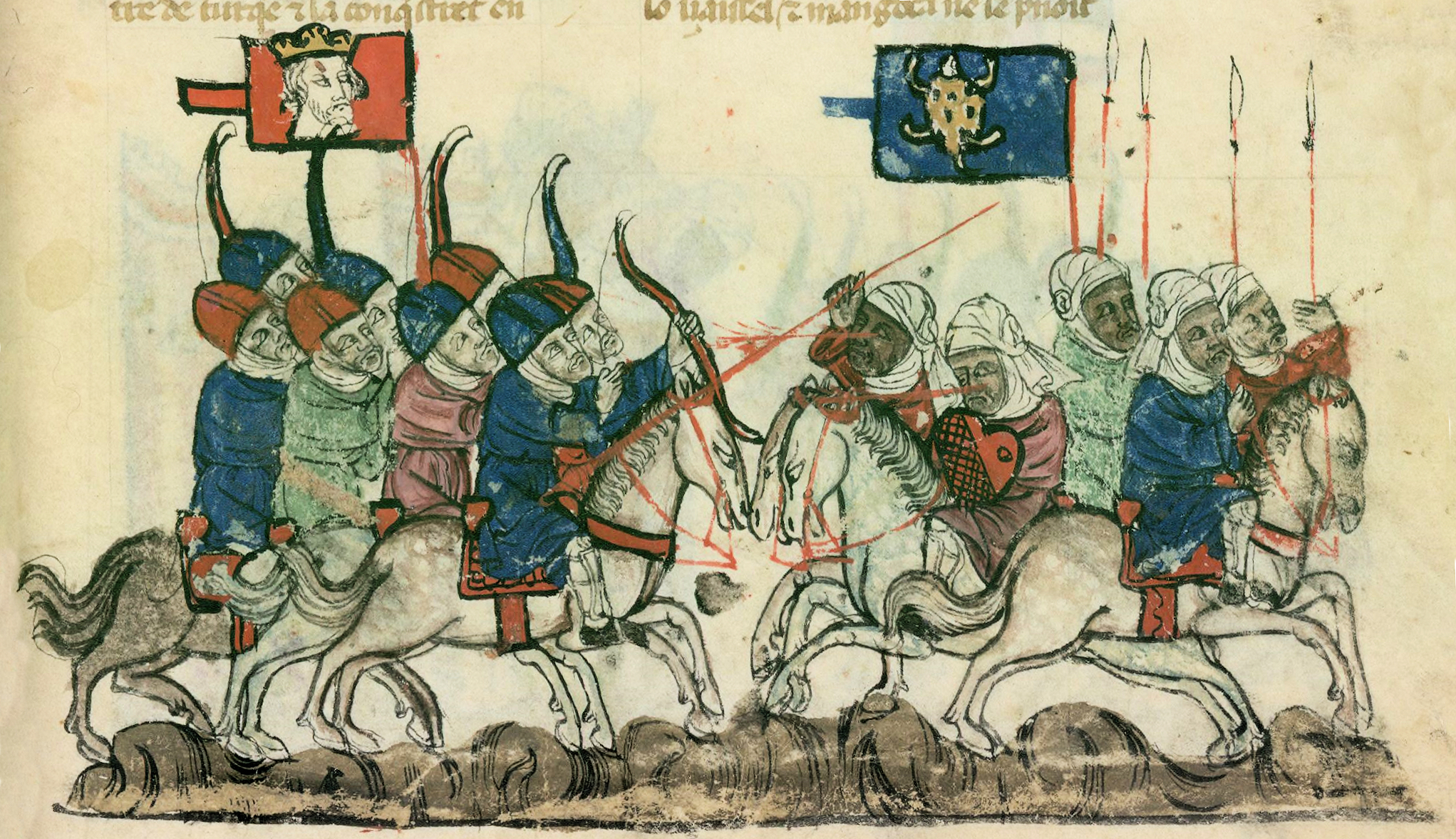
Битва при Кёсе-даге, в которой сельджуки вместе с христианскими союзниками выступили против монголов. Страница из рукописи «Цветника истории стран Востока» армянского историка Хетума

Первые монгольские набеги на территорию султаната относятся к 1231—1232 годам, когда отдельные отряды армии нойона Чормагана доходили до Сиваса и Малатьи. В 1236 году монгольские захватчики потребовали от Кейкубада I регулярных посольств с данью. Султан смог заключить с ханом Угэдэем мирный договор, и на некоторое время обеспечить безопасность своей стране.
В начале 1240-х годов при Кейхюсреве II государство, ослабленное внутренними противоречиями (в особенности, восстанием Баба Исхака), испытало масштабное монгольское вторжение. В конце 1242 года командующий Байджу после двухмесячной осады взял Эрзерум, а 26 июня 1243 год разгромил армию Кейхюсрева и его союзников при Кёсе-даге. Развивая успех, монгольская армия продолжила наступление. Жители Кайсери были преданы мечу, так как отказались сдаться, сам город был разрушен; Эрзинджан монголы взяли хитростью; Сивас и Тюрике сдались добровольно. Попытки бежавшего в Конью Кейхюсрева заключить союз против монголов с латинским императором Балдуином II и никейским Иоанном III не имели успеха. Султану пришлось отправить к монголам своего визиря Мухаззаб ад-Дина, который убедил Байджу, что дальнейшее завоевание страны будет трудным, поскольку в ней множество воинов и крепостей. По условиям мирного договора, Кейхюсрев должен был ежегодно отправлять в Каракорум около 12 миллионов гиперперонов либо местных серебряных монет, 500 кусков шёлка, 500 верблюдов и 5000 баранов. Султан оставался правителем той части государства, которая не была завоёвана. Это годом позже подтвердил своим ярлыком Бату, глава Улуса Джучи, чьим вассалом по сути и стал Кейхюсрев.
Поражение при Кёсе-даге стало переломным моментом в истории Конийского султаната, после которого процессы упадка в государстве заметно ускорились. Центральная власть теряла свой авторитет, что сразу выразилось в появлении самозванца, объявившего себя сыном покойного султана Кейкубада I. С 20-ю тысячами своих сторонников самозванец двинулся к Киликии, но был разбит Костандином, братом царя Хетума I, схвачен и повешен в Алайе. Другим следствием монгольского наступления стало расстройство сельского хозяйства; поля были заброшены, и в стране наступил голод. Толпы кочевников-туркмен устремились к западным границам султаната, где им удалось пробить границы постепенно слабеющей Византии.

#### Триумвират
Политический кризис усугубился после смерти Кейхюсрева II в конце 1245 года. Три его малолетних сына, объявленные соправителями, стали, фактически, марионетками в руках различных придворных клик. Наследником Кейхюсрева, согласно завещанию, должен был стать Алаэддин Кейкубад — его младший сын, рождённый грузинской принцессой Тамар (Гюрджю Хатун), дочерью царицы Русудан. Но после смерти Кейхюсрева (1245/1246) могущественный визирь Шамс ад-Дин Исфахани выступил в поддержку Изз ад-Дина Кейкавуса, чьей матерью была наложница султана, дочь греческого священника. Визирь женился на ней, казнил нескольких несогласных эмиров и сосредоточил в своих руках власть. П. И. Жаворонков, ссылаясь на сведения Киракоса Гандзакеци, утверждает, что Кейкавус взошёл на престол, опираясь на родство с никейским императором и его помощь.
Однако визирь не смог предотвратить действий Рукнеддина Кылыч-Арслана, среднего брата, который в сопровождении нескольких эмиров отправился в Каракорум, столицу Монгольской империи, надеясь, что хан отдаст правление ему. Сельджуки присутствовали на великом курултае 1246 года, где каганом был избран Гуюк. Кылыч-Арслан получил от нового хана ярлык на правление. Гуюк, в ответ на жалобу эмиров, приказал выдать визиря Шамс ад-Дина родственникам убитых им вельмож. По возвращении Кылыч-Арслана в Малую Азию он был признан султаном, а Шамс ад-Дин Исфахани предан смерти (1249).
К этому времени стало известно о смерти Гуюка. Поскольку новый хан ещё не был избран, сельджукские эмиры договорились, что все три сына Кейхюсрева II должны царствовать совместно. В 647—655 годах хиджры (1249—1257 годах н. э.) на монетах чеканятся три имени. Но в 1254 году Кылыч-Арслан был признан в Кайсери единственным султаном; в городе начали чеканить монеты только с его именем. Переговоры между братьями не дали результата, и в конце 1254 — начале 1255 годов между Кейхюсревом и Кылыч-Арсланом началась борьба за единоличную власть. Первый опирался на греков, второй — на монголов. Кылыч-Арслан потерпел поражение и был заключён в крепость Буруглу.
Байджу-нойон вторгся в пределы султаната под тем предлогом, что Кейкавус задержал выплату дани. При поддержке туркменских племён султан выступил навстречу монголам, и 14 октября 1256 года близ Аксарая состоялось сражение. Кейкавус, в войске которого сражался греческий отряд под командой будущего византийского императора Михаила Палеолога, потерпел поражение и бежал к своему союзнику Феодору II Ласкарису. Рукнеддин Кылыч-Арслан IV обрёл свободу и вновь был признан султаном. Кейкавус прибыл к никейскому императору в Сарды в начале января 1257 года. Феодор дал Кейкавусу отряд в 400 всадников в обмен на Лаодикею и Хоны с двумя крепостями. Узнав, что монгольские войска отступили, Кейкавус вернулся в Конью, в то время как Кылыч-Арслан пребывал в Кайсери.
К этому времени монгольскую власть в регионе осуществлял брат каана Мункэ Хулагу. Кейкавус и Кылыч-Арслан прибыли в ставку Хулагу близ Тебриза (согласно Рашид ад-Дину, это произошло в августе 1258 года, по Абу-ль-Фиде — в 657 году хиджры = 28 декабря 1258 — 18 декабря 1259 годов н. э.). Хулагу был крайне недоволен выступлением Кейкавуса против Байджу-нойона, но, по просьбе своей жены Докуз-хатун, простил его. Оба брата приняли участие в монгольской кампании в северной Сирии и вернулись к себе в Рум, когда Хулагу отступил на восток. Затем, заподозрив Кейкавуса в тайных сношениях с мамлюками, Хулагу приказал Кылыч-Арслану двинуться с войсками против брата. При поддержке монгольских сил Кылыч-Арслан вытеснил Кейкавуса из его столицы Коньи, и тот был вынужден бежать сначала в Анталью, а затем — в Константинополь, ко двору Михаила Палеолога.

### Распад
К 1307 году султанат распался на мелкие бейлики. Одно из них — бейлик Османа I, который был отдан ему в лен, — явилось ядром образовавшегося в начале XIV века Османского государства.

## Вооружённые силы
Султаны Рума, как и их единоверцы, активно использовали гулямов. Их основу составляли захваченные в ходе набегов византийцы и обращённые в ислам рабы, купленные в Северном Причерноморье. Преданные султану, они познакомили сельджуков с новыми военными приёмами и технологиями.
Однако основу вооружённых сил султаната составляли не гулямы, а воины кочевых племен огузов. Их войско делилось на 24 отряда, руководимых эмирами. Местные феодалы также выставляли собственные отряды, снаряжаемые за счёт подконтрольных городов и деревень. Однако эти воинские силы были абсолютно независимы, что затрудняло осуществление сложных стратегических операций. С другой стороны, их самостоятельные действия на поле не раз обеспечивали победу войска султаната.
Кроме этого, Сельджукиды использовали особые войска — икдишы, состоявшие из принявших ислам местных христиан, а также не брезговали использовать помощь от христианских государей. К примеру, правитель Киликии Левон II для сохранения мира обязался выставлять 1000 кавалеристов и 500 пушкарей. Это противоречило традициям исламского мира, по которым воевать могли лишь правоверные.
Султаны имели и постоянные войска, которые не требовалось созывать со всей страны. Их покой охраняла дворцовая стража (набиравшаяся из горных племён). Вдобавок к ним султаны весьма часто использовали наёмников: франков, норманнов и славян, получавших жалование из государственной казны и поэтому верных нынешнему правителю. На постоянной оплате были полицейские отряды, следившие за безопасностью на дорогах и караулившие города. Содержать их приходилось местному населению, весьма тяготившемуся подобной «привилегией».
На войне сельджуки стремились избегать прямых столкновений с противником, предпочитая медленно, но верно его изматывать своими налётами. Тюрки активно грабили вражеские провинции, угоняли людей в рабство, устраивали засады, грабили путников на больших греко-римских дорогах. Также оказывалось и психологическое воздействие: из-за публичной пытки трапезундского императора Алексея Великого Комнина, его подданные согласились сдать Синоп. Помимо военных действий, турки часто использовали косвенные методы — уничтожали урожай, блокировали города, повреждали мосты, дороги и акведуки, вынуждая жителей крепостей сдаться от голода и жажды. К примеру, после 1269 года дорога из Константиполя в Гераклею стала опасной для пеших христиан. Траллы турки покорили около 1284 года, бросая камни в акведуки и грабя крестьян, выходивших днём за городские стены с целью работы на полях и виноградниках, которые турками целенаправленно уничтожались.

## Дипломатия
Немаловажную роль в ведении сельджукских военных кампаний сыграла искусная дипломатия, умело манипулировавшая полукочевой хозяйственной системой султаната и сумевшая направить её вождей против византийцев, за счёт которых султанат продолжил свой рост. В конечном счёте сельджуки оказались даже более искусными дипломатами, чем сами византийцы. Номинально сельджукские султаны всегда сохраняли подчёркнуто дружеские и даже очень близкие отношения с византийской элитой. На деле же более поздний анализ средневековых хроник показал, что личная дружба сельджукских султанов с византийскими императорами позволяла султану дистанцироваться от кочевых тюркских племён, которых они тем не менее продолжали тайно направлять против Византии. Многие византийские правители и мыслители понимали это, но решительных шагов для разрыва особых отношений с султанатом так и не предприняли. К примеру, император Мануил Комнин в византийско-сельджукском договоре 1162 года настоятельно рекомендовал султану предотвращать набеги кочевых туркменов на оставшиеся византийские земли. В ответ султан Кылыч Арслан II послал в Константинополь своего дипломата, уверявшего греков, что вылазки «туркмен» с конийской территории на византийские земли султаном никоим образом не поддерживаются и не одобряются. В ответ Никита Хониат уличил султана в откровенной лжи, которая не согласовывалась с фактами. Ложь стала тем более явной после того, как сами приграничные туркмены заявили, что их интересы в Константинополе должен представлять посол сельджукского султана. Если какие-то трения между сельджукской городской элитой и кочевыми туркменами и имелись, то касались они не отношений с византийцами, а вопросoв престолонаследия в самом султанате.

## Культура
В XII—XIII веках Анатолия переживала культурный расцвет, отмеченный выдающимися работами архитектуры и декоративных искусств. К первым относились большие гостиницы караван-сараи, использовавшиеся в качестве перевалочных пунктов и торговых постов для караванов. При сельджуках было построено более 100 этих строений. Главные города Конийского султаната — Конья, Кайсери, Сивас и другие — являлись одновременно центрами ремесла. Византийско-сельджукская торговля оживила экономику Малой Азии, оставалась значительной до 1270—х годов. Несмотря на довольно хорошие межгосударственные отношения между высокопоставленными византийскими и сельджукскими правителями, попытки аккультурации сельджуков в целом завершились провалом для Византии из-за их гетерогенности: через прозрачные восточные границы в султанат постоянно проникали новые волны тюркско-мусульманских кочевников, почти неподвластных центральной конийской власти. В конечном счёте, султанат постепенно сменил культурную ориентацию с провизантийской на проиранскую, а его преемники со временем начали сильнее укреплять исконную тюркскую традицию.

## Экономика
В экономическом отношении вторжение скотоводческих сельджуков в Малую Азию привело к более рациональному использованию ресурсов малоазийского плато: в поздневизантийское время этот регион занимали малоэффективные и малонаселённые латифундии, владельцы которых часто не платили налоги в столичную казну из-за удалённости региона от столицы или же, наоборот, проживали в Константинополе и неэффективно использовали свои владения в Малой Азии. Турки, напротив, основали в сердце Малой Азии компактное государство с центром в Конье. По наблюдениям крестоносцев, греки также плохо владели навыками коневодства и верховой езды, а ведь именно навыки езды на лошади играли важнейшую роль в средневековых битвах как у западных рыцарей, так и у тюрок. Факт смещения ядра поздней Византии в долины Меандра и Вифинию подтвердил гипотезу о глубокой привязанности византийской цивилизации исключительно к оседлому типу сельского хозяйства, которое не смогло пережить весьма болезненный контакт с полукочевыми цивилизациями в условиях возникновения полупрозрачных границ по типу тюркского уджа. Существование уджей стало особенно выгодно центральной сельджукской власти в XIII веке. Сельджукские султаны номинально не воевали ни с Никейской, ни с восстановленной Византийской империей: они лишь посылали в уджи самых беспокойных кочевников, направляя таким образом экспансивные устремления кочевой знати на грабёж и порабощение иноверцев-греков, а также на захват греческих земель.
Экономика Конийского султаната во многом паразитировала на византийской, пока это было выгодно сельджукам, что и стало залогом её постепенного укрепления на протяжении всей истории султаната. Согласно исследованиям Вассо Пенна в трудах о византийской денежной системе (2002), именно появление Конийского султаната стало причиной итогового краха византийского золотого стандарта, а вместе с ним и всей экономики малоазийской Византии (в европейской части империи немалую роль в этом процессе сыграли кабальные договоры с Венецией и Генуей). Дело в том что к XII веку золотые запасы империи, лишившейся основных золотых рудников, были весьма ограничены. Bизантийские власти и до этого вели строгий контроль за циркуляцией золота в границах империи: все налоги следовало платить золотой номизмой, что гарантировало возвращение денег в казну. Экспорт золота был строго ограничен, пока границы хорошо охранялись. Конийские турки смогли извлечь максимальную выгоду из своего двоякого отношения к византийской власти. Так, при заключении первых мирных договоров с византийцами сельджуки поначалу позиционировали себя как автономные вассалы (федераты) императора, что номинально давало им право на использование византийских золотых монет. Пика этот процесс экономической кооперации достиг при Шахиншахе I (1110—1116). Даже самоназвание султаната (Румский) указывало на тесное переплетение его экономики с Византией (Романией).
Бронзовые монеты для внутреннего обращения в султанате стал впервые чеканить лишь Месуд I (1116—1156), взявший на курс на постепенное обособление султаната от слабеющей Византии. На протяжении всего XII века активно формирующаяся конийская знать поддерживала необычайно высокий спрос на византийское золото. По мере роста сельджукских городов и возобновления торговли, византийская золотая наличность активно вывозилась из Византийской империи, нарушив её платёжный баланс и лишив империю былых золотых резервов. Постоянная изменчивость восточной границы в Малой Азии только способствовала вымыванию золота из империи. Подтверждением этому стал тот факт, что в XIII веке сельджуки начинают чеканить свои монеты из постепенно накопленного византийского золота. И напротив, к концу XIII века в малоазийской части империи параллельно разразился настоящий кризис налогообложения: многие города за неимением золотой наличности прогоняют имперских сборщиков налогов из-за постепенного обнищания. Нехватка наличности спровоцировала понижение доли золота в монете и в конечном счёте привела к нехватке средств на оборону остатков византийских владений от новой волны тюркских нашествий. К середине XIV века Византия превратилась в одно из самых бедных и отсталых государств Европы. Последнее столетие своего существования немногочисленные жители бывшей империи проводили в голоде и нищете, которые усиливались из-за постоянных турецких осад.

## Конийские султаны
| Годы правления            | Имя                                                                  |
| ------------------------- | -------------------------------------------------------------------- |
| 1077—1086                 | Сулейман-шах I                                                       |
| 1086—1092                 | Междуцарствие (в Никее правил Абу-л-Касим)                           |
| 1092—1107                 | Кылыч-Арслан I                                                       |
| 1107—1116                 | Мелик-шах I (он же Шахиншах I)                                       |
| 1116—1155                 | Месуд I                                                              |
| 1155—1192                 | Кылыч-Арслан II (перед смертью разделил государство между сыновьями) |
| 1192—1196; 1205—1211      | Кейхюсрев I                                                          |
| 1196—1204                 | Сулейман-шах II                                                      |
| 1204—1205                 | Кылыч-Арслан III                                                     |
| 1211—1219                 | Кейкавус I                                                           |
| 1219—1237                 | Кейкубад I                                                           |
| 1237—1246                 | Кейхюсрев II                                                         |
| 1246—1257                 | Кейкавус II (с 1249 года соправителем был Кылыч-Арслан IV)           |
| 1257—1265                 | Кылыч-Арслан IV                                                      |
| 1265—1283                 | Кейхюсрев III                                                        |
| см. даты правления Месуда | Месуд II                                                             |
| 1298—1302                 | Кейкубад III                                                         |